# Gelder Burn
Der Gelder Burn (schottisch-gälisch Geal Dobhar) ist ein Bach in der schottischen Council Area Aberdeenshire. Er fließt dem Dee von rechts zu. Sein Name leitet sich aus dem Gälischen ab und bedeutet vermutlich „Reines Wasser“.
Der Gelder Burn ist nicht zu verwechseln mit dem nahegelegenen Geldie Burn.

## Beschreibung
Der Gelder Burn entspringt am Nordwesthang des Conachcraig in den zentralen Grampian Mountains. Sein gesamter Lauf durch den Glen Gelder folgt einer vornehmlich nordwestlichen Richtung. Nach rund elf Kilometern mündet der Gelder Burn in der Nähe des Weilers Invergelder in den Dee, der schließlich in die Nordsee entwässert. Auf seinem Lauf nimmt der Gelder Burn verschiedene Bäche auf, darunter den aus Lochnagar abfließenden Lochnagar Burn. Der Bach durchfließt das Anwesen Balmoral.

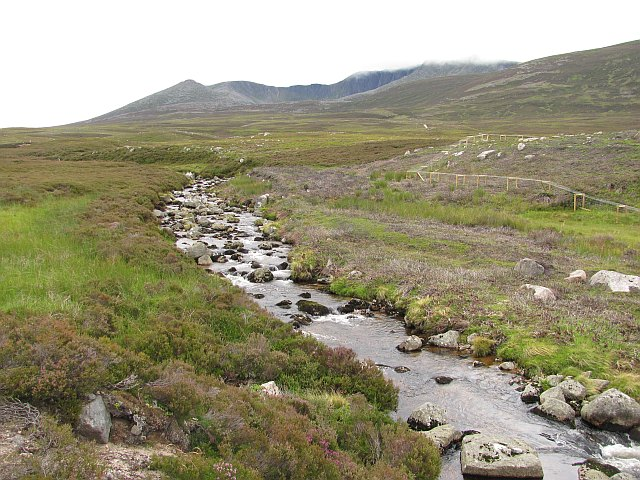
Mittellauf des Gelder Burns mit Lochnagar im Hintergrund
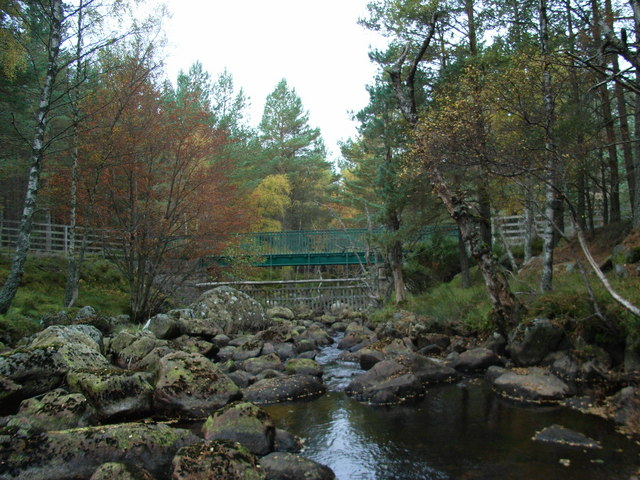
Brücke über den Gelder Burn